# Sluis bij Diepenbeek
De sluis bij Diepenbeek is een sluizencomplex in het Albertkanaal nabij Diepenbeek. Het sluizencomplex werd gebouwd tijdens de aanleg van het kanaal in de jaren 1930 en omvat drie sluizen en een wegbrug.
Gemotoriseerd verkeer kan zich over de sluis verplaatsen via de Havenlaan. De noordkant van de sluis ligt dicht bij natuurgebied De Maten. Onderaan de zuidkant van de sluis loopt fietssnelweg F72 die Hasselt met Maastricht verbindt. Niet ver van de zuidelijke kant bevindt zich tevens de N702.
In 2021 opende een pomp- en waterkrachtcentrale aan de sluis bij Diepenbeek. De centrale heeft de ambitie om stroom voor 1.500 gezinnen te produceren.

## Sluizen
- 2 sluizen van 136 x 16 meter
- 1 duwvaartsluis van 200 x 24 meter
- verval van 10,10 meter

## Wegbrug
De wegbrug is een liggerbrug uit drie delen, waarbij de langste overspanning 24 meter bedraagt. De doorvaarthoogte bedraagt 9,40 meter (duwvaartsluis 8,70 meter).